# Eugene Laverty
Eugene Laverty (Toome, 3 de junho de 1986) é um motociclista profissional da irlandês, atualmente compete na MotoGP pela Aspar Team MotoGP.

## Carreira
Em 2008 ele competiu no Campeonato Mundial de 250cc e Supersport World Series. 